# Величко Петро Васильович
Петро Васильович Вели́чко (нар. 1870 — пом. 1942, Харків) — харківський архітектор початку XX століття.

## З життєпису
Професійні навики здобув працюючи до 1917 року помічником єпархіальних архітекторів Володимира Нємкіна і Володимира Покровського. Автор низки громадських споруд і житлових будинків у формах неоренесансу і модерну, серед них:
- Приватна гімназія (Будинок з химерами) на вулиці Чернишевській № 79 (1914, співавтор В. Покровський, пам'ятка архітектури місцевого значення № 7491-Ха);
- Музей старожитностей і єпархіальна бібліотека на вулиці Мистецтв № 4 (1912, співавтор В. Покровський, пам'ятка архітектури місцевого значення № 7227-Ха);
- Власний особняк в стилі українського модерну на Юріївському провулку № 11 (1909—1910, пам'ятка архітектури місцевого значення № 7507-Ха);
- Особняк на Юріївському провулку № 8 (1911);
- Особняк на вулиці Алчевських № 44 (1912).

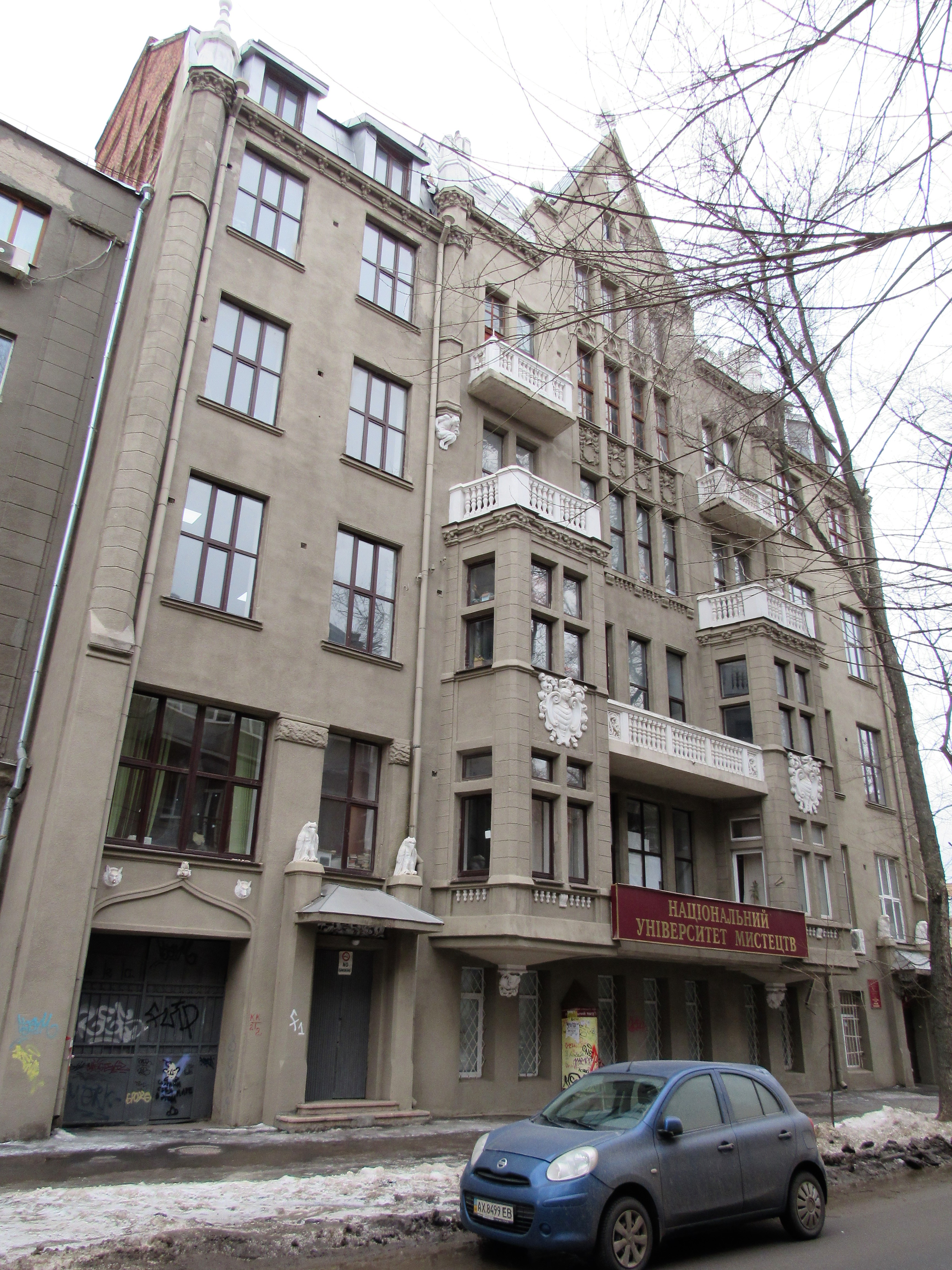
Будинок з химерами
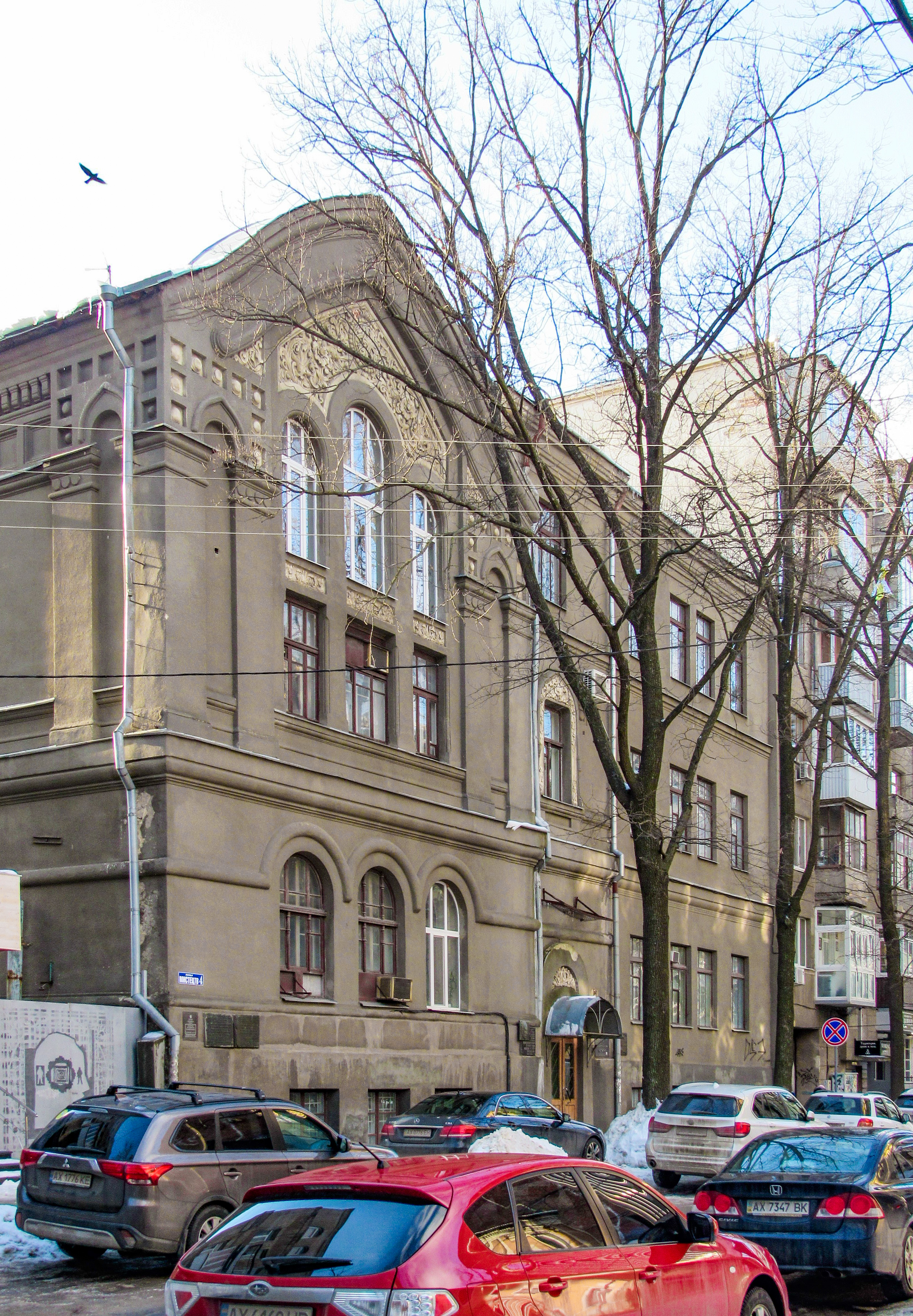
Музей старожитностей
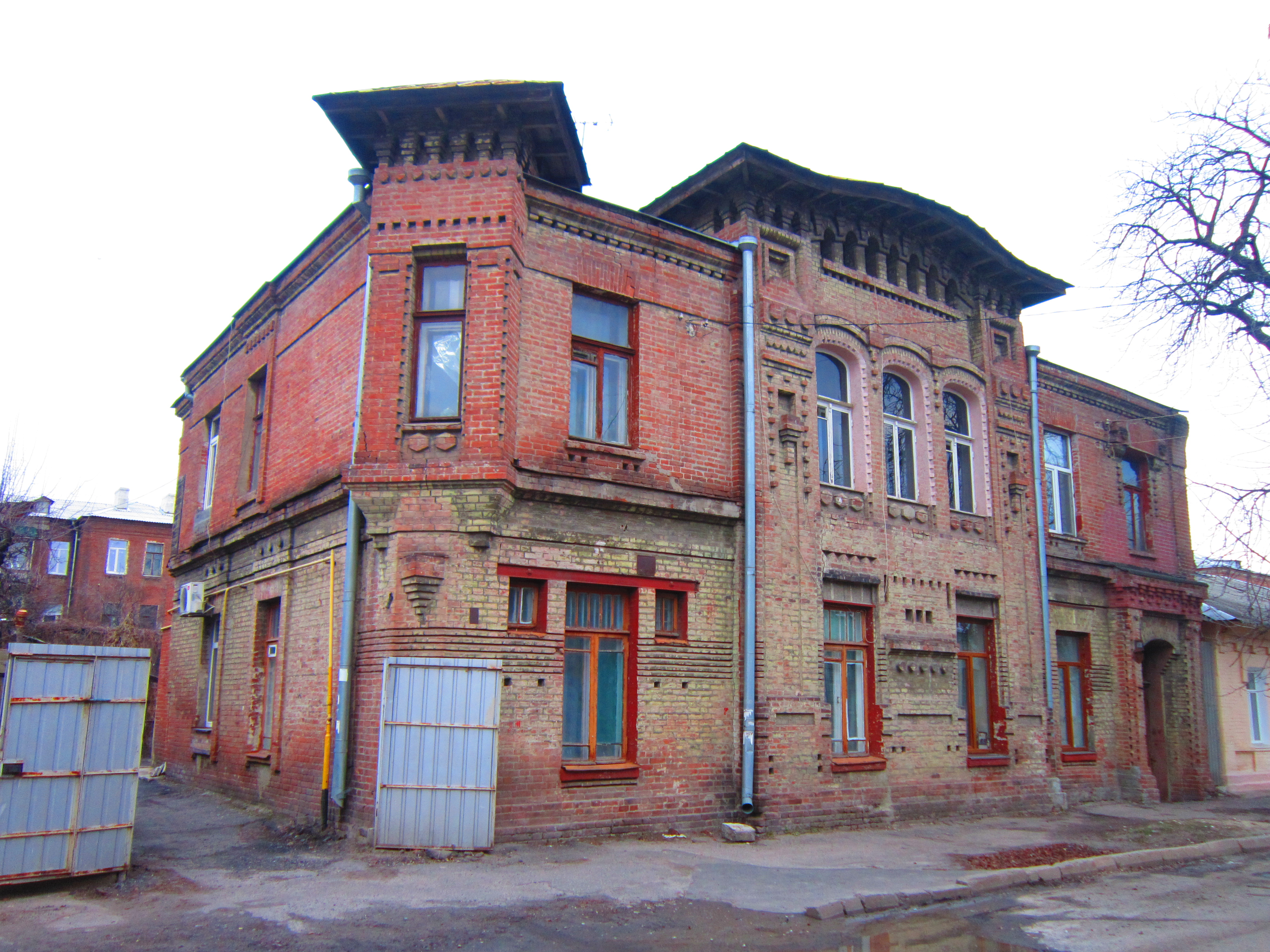
Власний будинок